# Грицик малий

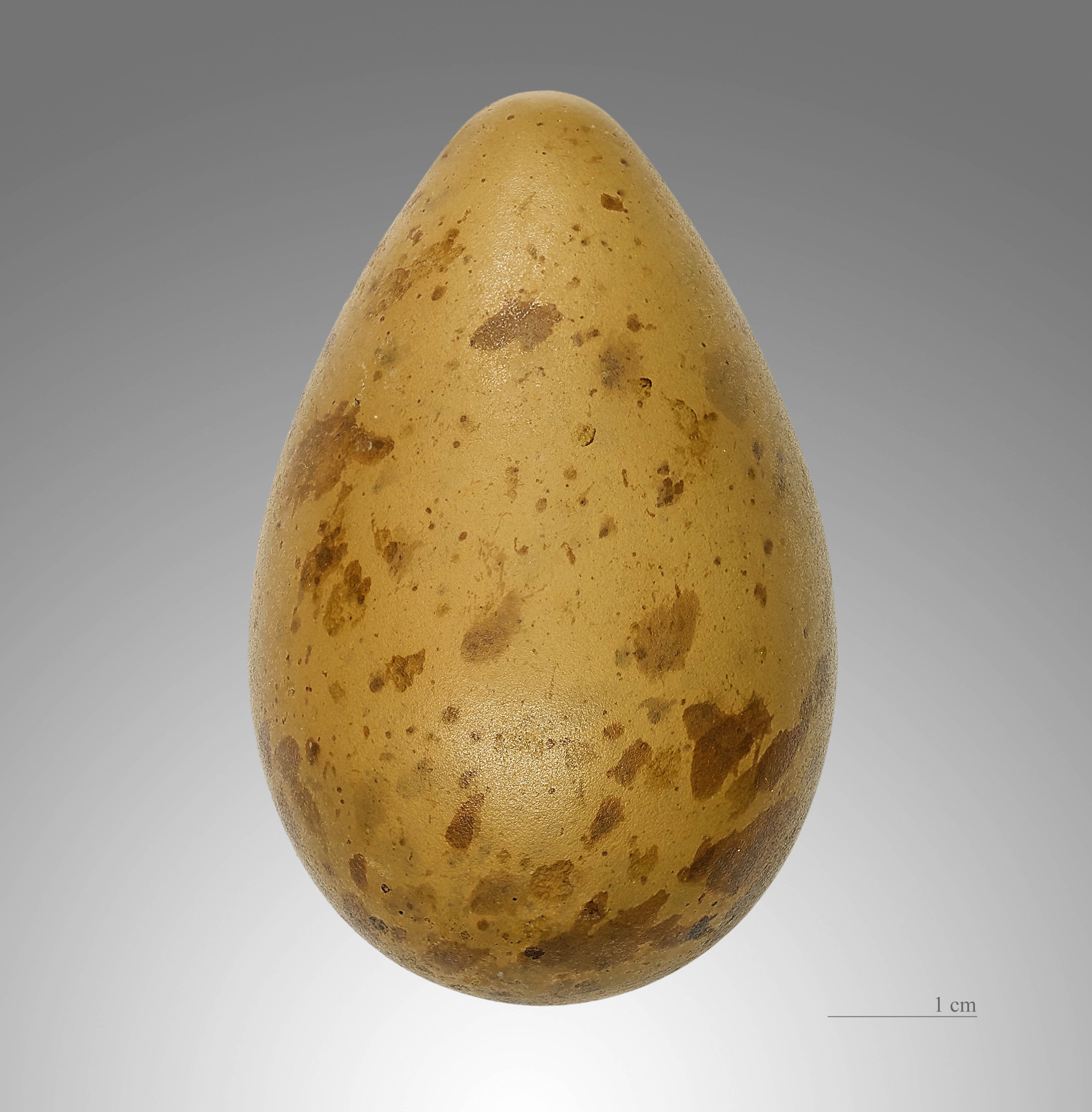
Яйце малого грицика

Грицик малий (Limosa lapponica) — великий прибережний птах родини баранцевих (Scolopacidae), що гніздиться на арктичному узбережжі і в тундрі Старого Світу та зимує на узбережжі помірних та тропічних морів. В Україні рідкісний пролітний вид.

## Морфологічні ознаки
Маса тіла 190-310 г, довжина тіла 33-42 см, розмах крил 61-68 см. У дорослого птаха в шлюбному вбранні голова, шия і низ тулуба насичено руді; тім'я бурувато-руде; вуздечка темно-бура; пера спини і плечей темно-бурі, з рудуватими плямами; поперек білий; надхвістя білувате з темними смугами; покривні пера верху крил сірі; першорядні махові пера темно-бурі, другорядні - сірувато-бурі; стернові пера з білими і чорними поперечними смугами; дзьоб довгий, чорний, злегка загнутий догори; ноги чорні, довгі, в польоті виступають за хвостом; у позашлюбному вбранні верх сірувато-бурий; покривні пера верху крил з білуватою облямівкою; воло сірувато-буре; решта низу біла, з незначною кількістю темних плям на боках тулуба; дзьоб рожевувато-бурий, на кінці чорний. У дорослого птаха в шлюбному оперенні спина і плечі темно-бурі, зі світло-вохристими плямами; голова, шия і воло рудуваті; низ білий, з незначною темною строкатістю на боках тулуба; у позашлюбному оперенні схожа на позашлюбного дорослого птаха. Молодий птах подібний до дорослого у позашлюбному оперенні, але пера спини і покривні пера крил з широкою вохристою облямівкою.

## Міграції
При міграції цей птах пролітає без зупинки для живлення відстань у 11 500 км від Алеутських островів до Нової Зеландії.